# Geb Scholten
Gerbert Joan (Geb) Scholten (Amsterdam, 22 januari 1909 - aldaar, 	7 juli 1999) was een Nederlands jurist. Hij was hoogleraar in het burgerlijk recht aan de Universiteit van Amsterdam van 1962 tot 1979; daarvoor was hij lange tijd advocaat. Hij was de zoon van de rechtsgeleerde Paul Scholten, die eveneens hoogleraar te Amsterdam was, en broer van minister van Justitie Ynso Scholten.
Scholten studeerde rechtsgeleerdheid aan de Gemeentelijke Universiteit van Amsterdam (tegenwoordig de UvA), waar hij in 1932 het doctoraalexamen aflegde. Twee jaar later promoveerde hij aan de UvA cum laude op het proefschrift De oorzaak van de verbintenis uit overeenkomst; promotor was zijn vader  Paul Scholten, die sinds 1910 hoogleraar aan de UvA was.
Na zijn promotie werd Scholten advocaat te Rotterdam, waar hij zich vooral bezighield met zeerecht en vervoerrecht. Hij kwam uiteindelijk te werken bij het kantoor van jhr. mr. G.W. van der Does, de landsadvocaat, en hield zich daar vooral bezig met de "natte praktijk", zoals scheepsbergingen. Toen Van der Does in 1965 met pensioen ging was Scholten, inmiddels opgeklommen tot plaatsvervangend landsadvocaat, de aangewezen opvolger; hij koos er echter voor om hoogleraar te worden aan de Universiteit van Amsterdam, en de nieuwe landsadvocaat werd mr. Eduard Droogleever Fortuijn.
Scholten was al enige jaren buitengewoon hoogleraar aan de UvA, met als leeropdracht het handels- en faillissementsrecht. Hij volgde J. Offerhaus op als hoogleraar op dat vakgebied. Zijn oratie, uitgesproken op 22 oktober 1962, was getiteld De beperkingen van aansprakelijkheid met het gehele vermogen en de matigingsbevoegdheid van de rechter. In 1966 werd hij benoemd tot gewoon hoogleraar met als leeropdracht het burgerlijk recht en handelsrecht in het algemeen. Op 1 september 1979 ging Scholten met emeritaat vanwege het bereiken van de 70-jarige leeftijd. Hij overleed in 1999 op 90-jarige leeftijd; bij een herdenking werd hij omschreven als "een eigenzinnig wetenschapper, met een grote onafhankelijkheid van geest".
Scholten schreef vele noten bij arresten in de Nederlandse Jurisprudentie onder de afkorting GJS, waaronder bij het Kelderluik-arrest. Samen met zijn broer Ynso en Marcel Henri Bregstein gaf hij tussen 1949 en 1954 in vier delen het verzamelde werk van zijn vader uit bij W.E.J. Tjeenk Willink. Ook was hij in 1968-1969 voorzitter van de Nederlandse Juristen-Vereniging, wat zijn vader in 1927-1928 ook al was geweest.
Scholten trouwede in 1935 met jkvr. Esther Wilhelmina Beelaerts van Blokland; hun zoon Paul Scholten (geboren 1939) was onder andere burgemeester van Soest en burgemeester van Arnhem.